# Ouwehoeren
Ouwehoeren je nizozemský dokumentární film z roku 2011. V neanglických zemí je film znám jako Seznamte se s Fokkensovými.
Film pojednává o dvojčatech Louise a Martine Fokkensových (* 1942), které zasvětily celý svůj život prostituci (od 60. let 20. století). Film získal uznání na amsterodamském festivalu dokumentárních filmů.
Následovaly dvě knihy, Meet the Fokkens byla přeložena do sedmi jazyků a v Nizozemsku se stala bestsellerem.
Obě jsou prababičky — celkem mají sedm dětí, 12 vnoučat a pět pravnoučat.